# Kao Ming-Lu
Kao Ming-Lu es un deportista taiwanés que compitió en taekwondo. Ganó una medalla de bronce en el Campeonato Mundial de Taekwondo de 1982, en la categoría de –60 kg.

## Palmarés internacional
| Representando a China Taipéi |                     |                   |           |
| Campeonato Mundial           |                     |                   |           |
| Año                          | Lugar               | Medalla           | Categoría |
| 1982                         | Guayaquil (Ecuador) | Medalla de bronce | –60 kg    |